# 阿拉貝拉 (新墨西哥州)
阿拉貝拉（英語：Arabela）是位於美國新墨西哥州林肯縣的非建制地區。

## 歷史
阿拉貝拉的郵局於1901年設立，其後於1928年停運。

## 地理
阿拉貝拉所處的海拔為高於海平面1670米（即5479英呎），而該地所採用的時區為UTC-7，即北美山地时区（MST）。同時該地設有夏令時間，為UTC-7調快一小時，即UTC-6（MDT）。